# Abell 370
Abell 370 — скопление галактик на расстоянии около 4 млрд световых лет (красное смещение z=0,375)
в созвездии Кита. Ядро скопления состоит из нескольких сотен галактик. Является наиболее далёким скоплением из каталога Д. О. Эйбелла.

## Гравитационное линзирование
Можно заметить, Abell 370 содержит несколько ярких структур типа арок, одна из которых достигает угловых размеров 30". Эти арки являются изображениями далёких галактик, полученными в результате гравитационного линзирования массивными тёмными объектами между наблюдателем и далёкими галактиками. Скопление имеет видимую звёздную величину +22.
В 2002 году астрономы использовали данный эффект для обнаружения галактики HCM-6A, расположенной на расстоянии 12,8 млрд световых лет. На момент открытия эта галактика являлась наиболее далёкой среди всех известных.
В 2009 году исследование области неба рядом с Abell 370 выявило наличие группы галактик фона, изображение которых растянуто в форме арок, при этом вся структура напоминает дракона и получила название Дракон "Головой" дракона является спиральная галактика, другая спиральная галактика образует хвост. Перекрывающиеся изображения нескольких других галактик образуют тело дракона. Данные галактики находятся на расстоянии около 5 млрд световых лет.

## Галерея
- Abell 370 и астероиды[9]
- Abell 370 является одним из первых скоплений галактик, для которых наблюдался эффект гравитационного линзирования[10].